# Victor Herbert
Pour les articles homonymes, voir Herbert.
Victor August Herbert, né le 1er février 1859 à Dublin et mort le 26 mai 1924 à New York, est un compositeur populaire d'opérettes, violoncelliste et chef d'orchestre. Il participa à la fondation de l'American Society of Composers, Authors and Publishers (ASCAP).

## Biographie
Herbert naquit en Irlande à Dublin. À l’âge de trois ans et demi, peu après le décès de son père, il fut recueilli chez son grand-père où il reçut de nombreux encouragements dans le domaine artistique. Ensuite, sa mère se remaria avec un physicien et ses activités musicales furent mises de côté pendant de nombreuses années.

### Début de carrière
Herbert reçut ses premiers cours de musique en Europe au conservatoire de Stuttgart où il apprit le violoncelle. Il joua ensuite du violoncelle dans l’orchestre de Edouard Strauss à Vienne. Il arriva aux États-Unis en 1886 lorsque sa femme, la soprano Therese Förster, fut engagée par le Metropolitan Opera. Il y joua également du violoncelle alors que sa femme chantait Aida de Verdi. En 1891, il joua comme soliste à Philadelphie, sous la direction de Piotr Tchaïkovski.

### Conducteur d’opéra
En 1892, Victor Herbert se lança dans la direction d’orchestre en devenant le chef d'orchestre du 22e régiment de la New York National Guard succédant ainsi à Patrick Gilmore.
Herbert devint chef de l'Orchestre symphonique de Pittsburgh de 1898 à 1902 et il réalisa de nombreuses représentations dans des grandes villes du pays comme New York et Chicago. En 1901, il participa à la célébration du douzième anniversaire de l’Auditorium Theatre de Chicago. Six ans plus tard, Herbert fonda le Victor Herbert Orchestra et dirigea durant plusieurs années de nombreux concerts lors de tournées.

### Compositeur
Herbert composa deux opéras du nom de Natoma et de Madeleine, une cantate, 43 opérettes, 31 compositions pour orchestre dont celle de Auditorium Festival March (1901), neuf compositions de violoncelle, cinq de violon accompagné de piano, 22 compositions pour piano, une composition pour flûte, 54 chansons, 12 compositions pour choral.
En 1894, Herbert composa la première de ses opérettes du nom de Prince Ananias. Elle fut suivie par The Wizard of the Nile, The Serenade et The Fortune Teller . Après 1903, Il créa les opérettes Babes in Toyland, Mlle. Modiste, The Red Mill, Naughty Marietta, qui le rendirent célèbres dans le milieu musical américain. Il réalisa finalement une opérette irlandaise du nom de Eileen en 1917. Sa dernière opérette fut The Dream Girl en 1924. Ses principales opérettes sont entre autres :
| - Prince Ananias (1894) - The Wizard of the Nile (1895) (Son plus gros succès international) . . . - The Serenade (1897) - The Fortune Teller (1898) - Babes in Toyland (1903) - It Happened in Nordland (1904) - Mlle. Modiste (1905) - The Red Mill (1906) - Little Nemo (1908) | - Naughty Marietta (1910) - The Enchantress (1911) - Sweethearts (musical)\|Sweethearts (1913) - The Princess Pat (1915) - Eileen (1917) - Angel Face (1919) - Orange Blossoms (1921) - The Dream Girl (1924) |

Certaines de ces œuvres sont toujours interprétées de nos jours dans différents opéras.
Le premier opéra d’Herbert Natoma fut créé à Philadelphie le 25 février 1911 et à New York le 28 février 1911. Le rôle principal était interprété par Mary Garden et par le ténor irlandais John McCormack. Son opéra Madeleine fut produit au Metropolitan Opera en 1914.

### ASCAP
Au début des années 1900, Herbert fut actif pour la défense des droits des compositeurs pour que ceux-ci profitent mieux de leurs travaux. Il travailla ainsi avec John Philip Sousa, Irving Berlin et d’autres à la fondation le 13 février 1914 de l’American Society of Composers, Authors and Publishers (ASCAP). Cette organisation protège toujours de nos jours les droits des musiciens. Herbert fut le vice-président de l’organisation durant une dizaine d’années.

## Enregistrements récents
- The Music of Victor Herbert enregistrée par la soprano Beverly Sills et le chef d'orchestre Andre Kostelanetz chez Angel records SFO-37160 (1976)
- Concerto n°1 et 2; 5 pièces pour violoncelle et cordes par Lynn Harrell (violoncelle) avec l' Academy of St Martin-in-the-Fields, direction Neville Marriner chez DECCA  (417 672 -2)
- Concerto pour violoncelle no 2 enregistré par  Julian Lloyd Webber avec le London Symphony Orchestra et conduit par Charles Mackerras chez EMI Classics 747 622-2
- Eileen, Romantic Comic Opera in Three Acts (1917) enregistré en 1998 par l’Ohio Light Opera chez Newport Classic, (NPD 85615/2)
- Beloved Songs and Classic Miniatures (1999)  enregistré par la soprano Virginia Croskery et le chef d'orchestre Keith Brion avec le Slovak Radio Symphony Orchestra chez Naxos CD 8.559.26
- The Red Mill, Romantic Opera in Two Acts by Victor Herbert enregistré en 2001 par l’Ohio Light Opera et dirigé par L. Lynn Thompson chez Albany Records (Troy 492/493).
- Orchestral Music : Babes in Toyland (selection), The Red Mill (selection) enregistré en 1996 par the Razumovsky Symphony Orchestra dirigé par Keith Brion, chez Marco Polo (8.223843)
- Orchestral Music : Auditorium Festival March, Irish Rhapsody, Natoma (selection), Columbus Suite, enregistré en 1999 par the Slovak Radio Symphony Orchestra (Bratislava) dirigé par Keith Brion, chez Marco Polo (8.225109)
- Concertos pour Violoncelle et orchestre n°1 & n°2, Irish Rhapsody, enregistré en 2015 par Mark Kosower (violoncelle), The Ulster Orchestra dirigé par JoAnn Falletta, chez Naxos (8.573517)